# كليف لي
كليف لي (بالإنجليزية: Cliff Lee)‏ هو نحات أمريكي، ولد في 1951.